# New Rules
«New Rules» — песня английской поп-певицы Дуа Липы, вышедшая на радио 21 июля 2017 года в качестве 7-го сингла с её дебютного студийного альбома Dua Lipa (2017). Песню написали Caroline Ailin, Эмили Уоррен и Ян Киркпатрик, продюсером был Ян Киркпатрик.
Певица исполнила песню «New Rules» в программе Europa Plus Live в России и на фестивале Glastonbury Festival в Англии.

## Композиция
«New Rules» был описан как тропикал-хауз, электронная танцевальная музыка (EDM) и электропоп-песня с элементами дэнсхолла, набора барабанов, тарелок и других ударных инструментов и горна.

## Отзывы
Песня получила положительные отзывы музыкальных критиков и интернет-изданий: AllMusic, PopCrush, Clash, The Cut, Billboard, The Straits Times, musicOMH, Beat Media, Renowned for Sound, Baeble Music, Jenesaispop, The Guardian.
Критический отзыв дало такое издание как DIY. Редактор журнала Billboard Patrick Crowley поставил песню на позицию № 4 в списке гимнов геев 2017 года, а Raisa Bruner из журнала Time назвала её лучшей песней года. Другие публикации также включили песню в число лучших по итогам 2017 года: Entertainment Weekly, Esquire и The New York Times. «New Rules» выиграл премию в категории Best Single Award на церемонии BBC Radio 1 Teen Awards в 2017 году. Она также была номинирована в категории British Single accolade на церемонии 2018 Brit Awards, но проиграла треку «Human» певца Rag'n'Bone Man.

### Итоговые списки
| Публикации           | Ранг | Ссылки |
| -------------------- | ---- | ------ |
| Entertainment Weekly | 29   | [ 24 ] |
| Esquire              | N/A  | [ 25 ] |
| The Guardian         | N/A  | [ 29 ] |
| The Fader            | 82   | [ 30 ] |
| The Line of Best Fit | 8    | [ 31 ] |
| The New York Times   | N/A  | [ 26 ] |
| NME                  | 13   | [ 32 ] |
| Noisey               | 34   | [ 33 ] |
| Popjustice           | 5    | [ 34 ] |
| Spin                 | 97   | [ 35 ] |
| Time                 | 1    | [ 23 ] |

## Видео
Музыкальное видео для «New Rules» было снято режиссёром Henry Scholfield, а премьера прошла 7 июля 2017 года и получило положительные отзывы, например от журналов Rolling Stone, Refinery29, Paper, Nylon, New Statesman, The Loop, Adweek.
По состоянию март 2020 года на YouTube было более 2-х миллиардов просмотров.

## Живые исполнения
Липа исполнила «New Rules» на фестивале Гластонбери в Англии 23 июня 2017 года. Также она исполнила песню на радиостанции Europa Plus Live в России 30 июля 2017 года. 4 октября 2017 года певица исполнила «New Rules» на The Jonathan Ross Show, где её сопровождала группа танцоров, с которыми она воссоздала сцены музыкального клипа. Позже в том же месяце она спела песню во время церемонии BBC Radio 1 Teen Awards, где она получила награду «Лучший сингл» за этот трек. 9 декабря она исполнила «New Rules» на Jingle Bell Ball в Лондоне. Днем позже Липа появилась в пятом сезоне испанского музыкального конкурса La Voz, где она пела песню вместе с финалистами. Липа также исполнила трек во время выхода на бис в одноименном туре (2017-18).
3 февраля 2018 года Липа исполнила «New Rules» и «Homesick» в передаче Saturday Night Live. Десять дней спустя она появилась на Шоу Эллен Дедженерес, где исполнила «New Rules» в сопровождении группы танцоров, одетых в пижамы, похожими на те, что были в музыкальном клипе. На следующий день, Липа спела акустическую версию трека на BBC Radio 1. 14 февраля певица исполнила «New Rules» и «IDGAF» на американском ток-шоу Jimmy Kimmel Live. Певица исполнила «New Rules» во время церемонии Brit Awards 2018 года на сцене в летнем стиле, через несколько минут после завоевания премии Brit Award for British Female Solo Artist. 20 мая 2018 года Липа исполнила «New Rules» на церемонии вручения Billboard Music Awards 2018 года. Шесть дней спустя, Липа спела трек как часть попурри её самых успешных песен во время церемонии открытия финала Лиги чемпионов УЕФА 2018 года в Киеве, Украина.
В октябре 2018 года певица исполнила три песни («Blow Your Mind (Mwah)», «Be The One» и «New Rules») во время первого посещения Москвы, когда провела акустический мини-концерт на крыше гостиницы The Ritz-Carlton.

## Коммерческий успех
Песня достигла коммерческого успеха благодаря популярности клипа. 14 июля 2017 года «New Rules» дебютировал на 75-м месте в британском хит-параде UK Singles Chart. 4 августа сингл достиг девятой позиции, став третьим треком певицы, попавшим в лучшую десятку чарта, после «No Lie» и «Be the One». Две недели спустя, песня поднялась на первое место, став для Липы первой песней — лидером чартов в Великобритании. Трек остался на первом месте и на следующей неделе. 2 февраля 2018 года сингл был сертифицирован в 2-кратном платиновом статусе «Британской ассоциацией производителей фонограмм» (BPI). В Ирландии он провел восемь недель подряд под номером один в чарте IRMA . В Нидерландах 16 сентября 2017 года песня заняла первое место в чартах Top 40 и Single Top 100. Песня также возглавила фламандский Ultratop 50 в Бельгии. «New Rules» также вошла в лучшие десятки песен в Финляндии, Германии, Норвегии и Швеции.
В США сингл провёл две недели в чарте Bubbling Under Hot 100 Singles, а потом дебютировал на 90-м месте в основном американском хит-параде Billboard Hot 100, став третьим хитом певицы в нём после «Blow Your Mind (Mwah)» и «Scared to Be Lonely» (2017, вместе с DJ Martin Garrix). Трек позднее достиг шестого места, став для Липы её первым появлением в лучшей американской десятке top-10; также он стал третьим чарттоппером певицы в танцевальном чарте Dance Club Songs. «New Rules» также возглавил радиоэфирный чарт Pop Songs на четыре недели в феврале 2018 года. 23 июня 2018 года трек находился 46-ю неделю в этом чарте, побив соответствующий рекорд. «New Rules» был успешен в странах Океании. 29 июля 2017 года он дебютировал на 46-м месте в австралийском хит-параде ARIA Singles Chart. На девятой неделе нахождения в чарте он поднялся на второе место. Трек дебютировал в чарте New Zealand Top 40 Singles на 26-м месте в списке, датированном 7 августа 2017 года. 11 сентября «New Rules» поднялся там на третье место. Он был сертифицирован в 2-кратном платиновом статусе Recorded Music NZ (RMNZ) за тираж 60,000 копий.

## Творческая группа
Запись 
- Вокал записан в TaP Studio / Strongroom 7 (Лондон, Англия)
- Записано в Zenseven Studios (Вудленд-Хиллз , Калифорния), NRG Studios (Северный Голливуд , Калифорния) и Atlantic Recording Studios (Лос-Анджелес, Калифорния)
- Мастеринг в Стерлинг Саунд (Нью-Йорк, Нью-Йорк)

 Менеджмент 
- Опубликовано издательством Waterfall Music / BMG , издательством Under Warrenty / Where Da Kasz At (BMI), Warner-Tamerlane Publishing Corp. (BMI) и Buckley Tenenbaum Publishing (BMI).
- Все права от имени себя и издательства Buckley Tenenbaum
- Управляется издательством Warner-Tamerlane.

 Персонал 
- Дуа Липа — вокал
- Ян Киркпатрик — продакшн, вокальное производство, звукорежиссёр, программирование
- Джош Гудвин — сведение
- Крис Герингер — мастеринг

## Позиции в чартах
| Чарт (2017-18)                      | Высшая позиция |
| ----------------------------------- | -------------- |
| Аргентина (Monitor Latino)          | 9              |
| Argentina Anglo (Monitor Latino)    | 9              |
| Австралия (ARIA)                    | 2              |
| Австрия (Ö3 Austria Top 40)         | 11             |
| Бельгия/Фландрия (Ultratop 50)      | 1              |
| Бельгия/Валлония (Ultratop 50)      | 4              |
| Bolivia (Monitor Latino)            | 7              |
| Brazil (Brasil Hot 100 Airplay)     | 6              |
| Brazil Streaming (Pro-Música)       | 3              |
| Канада (Billboard Canadian Hot 100) | 7              |
| Канада (Billboard AC)               | 38             |
| Канада (Billboard CHR/Top 40)       | 4              |
| Канада (Billboard Hot AC)           | 17             |
| Colombia (National-Report)          | 25             |
| Costa Rica (Monitor Latino)         | 18             |
| Croatia (HRT)                       | 3              |
| СНГ (TopHit)                        | 4              |
| Чехия (Rádio — Top 100)             | 31             |
| Чехия (Singles Digitál Top 100)     | 6              |
| Denmark (Tracklisten)               | 14             |
| Ecuador (National-Report)           | 38             |
| El Salvador (Monitor Latino)        | 16             |
| Euro Digital Songs (Billboard)      | 3              |
| Финляндия (Suomen virallinen lista) | 5              |
| France (SNEP)                       | 43             |
| Германия (GfK)                      | 9              |
| Greece (IFPI Greece)                | 34             |
| Венгрия (Rádiós Top 40)             | 1              |
| Венгрия (Single Top 40)             | 8              |
| Венгрия (Stream Top 40)             | 2              |
| Венгрия (Dance Top 40)              | 12             |
| Ирландия (IRMA)                     | 1              |
| Израиль (Media Forest)              | 1              |
| Италия (FIMI)                       | 8              |
| Japan Hot Overseas (Billboard)      | 20             |
| Latvia (Latvijas Top 40)            | 1              |
| Malaysia (RIM)                      | 3              |
| Mexico (AMPROFON)                   | 16             |
| Mexico Airplay (Billboard)          | 18             |
| Нидерланды (Dutch Top 40)           | 1              |
| Netherlands (Mega Top 50)           | 9              |
| Нидерланды (Single Top 100)         | 1              |
| Новая Зеландия (Recorded Music NZ)  | 3              |
| Норвегия (VG-lista)                 | 5              |
| Panama Anglo (Monitor Latino)       | 3              |
| Peru (Monitor Latino)               | 17             |
| Philippines (Philippine Hot 100)    | 6              |
| Польша (Polish Airplay Top 100)     | 5              |
| Португалия (AFP)                    | 3              |
| Romania (Airplay 100)               | 1              |
| Румыния (Romanian Radio Airplay)    | 1              |
| Румыния (Romania TV Airplay)        | 1              |
| Россия (TopHit)                     | 7              |
| Шотландия (OCC Scotland)            | 2              |
| Singapore (RIAS)                    | 10             |
| Словакия (Rádio — Top 100)          | 42             |
| Словакия (Singles Digitál Top 100)  | 6              |
| Slovenia (SloTop50)                 | 8              |
| South Korea International (Gaon)    | 20             |
| Испания (PROMUSICAE)                | 12             |
| Швеция (Sverigetopplistan)          | 7              |
| Швейцария (Schweizer Hitparade)     | 11             |
| Великобритания (OCC UK Singles)     | 1              |
| Ukraine Airplay (Tophit)            | 100            |
| Uruguay (Monitor Latino)            | 15             |
| США (Billboard Hot 100)             | 6              |
| США (Billboard Adult Contemporary)  | 18             |
| США (Billboard Adult Pop Airplay)   | 7              |
| США (Billboard Dance Club Songs)    | 1              |
| США (Billboard Latin Pop Airplay)   | 40             |
| США (Billboard Pop Airplay)         | 1              |
| США (Billboard Rhythmic)            | 4              |
| Venezuela Anglo (Record Report)     | 5              |
| Venezuela (National-Report)         | 77             |

## Сертификации
| Регион | Сертификация  | Продажи    |
| --- | ------------- | ---------- |
| Австралия (ARIA) | 7× Платиновый | 490 000    |
| Австрия (IFPI Austria) | Золотой       | 15 000     |
| Бельгия (BEA) | 2× Платиновый | 40 000     |
| Канада (Music Canada) | Бриллиантовый | 800 000    |
| Дания (IFPI Danmark) | 2× Платиновый | 180 000    |
| Франция (SNEP) | Бриллиантовый | 333 333    |
| Германия (BVMI) | 2× Платиновый | 800 000    |
| Ирландия | —             | 100,000    |
| Италия (FIMI) | 3× Платиновый | 150 000    |
| Новая Зеландия (RMNZ) | 2× Платиновый | 60 000     |
| Норвегия (IFPI Norway) | 3× Платиновый | 180 000    |
| Польша (ZPAV) | Бриллиантовый | 250 000    |
| Португалия (AFP) | 4× Платиновый | 40 000     |
| Испания (PROMUSICAE) | 3× Платиновый | 120 000    |
| Великобритания (BPI) | 5× Платиновый | 3 000 000  |
| США (RIAA) | 5× Платиновый | 5 000 000  |
| Стриминг |               |            |
| Швеция (GLF) | 4× Платиновый | 32 000 000 |
| Данные о продажах + прослушиваниях приведены только на основе сертификации. · Данные только о прослушиваниях приведены на основе сертификации. |               |            |

## История выхода
| Регион         | Дата            | Формат                                     | Лейбл        | Ref.    |
| -------------- | --------------- | ------------------------------------------ | ------------ | ------- |
| Великобритания | 21 июля 2017    | Contemporary hit radio                     | Warner Music | [ 4 ]   |
| Италия         | 28 июля 2017    | Contemporary hit radio                     | Warner Music | [ 163 ] |
| США            | 21 августа 2017 | Hot adult contemporary radio               | Warner Bros. | [ 164 ] |
| США            | 22 августа 2017 | Contemporary hit radio                     | Warner Bros. | [ 165 ] |
| Разные         | 25 августа 2017 | Digital download — Alison Wonderland remix | Warner Music |         |